# Borutta
Borutta is een gemeente in de Italiaanse provincie Sassari (regio Sardinië) en telt 306 inwoners (31-12-2004). De oppervlakte bedraagt 4,8 km², de bevolkingsdichtheid is 64 inwoners per km².

## Demografie
Borutta telt ongeveer 130 huishoudens. Het aantal inwoners daalde in de periode 1991-2001 met 15,6% volgens cijfers uit de tienjaarlijkse volkstellingen van ISTAT.
| Jaar | Inwoneraantal |
| ---- | ------------- |
| 1991 | 377           |
| 2001 | 318           |

## Geografie
Borutta grenst aan de volgende gemeenten: Bessude, Bonnanaro, Cheremule, Thiesi, Torralba.

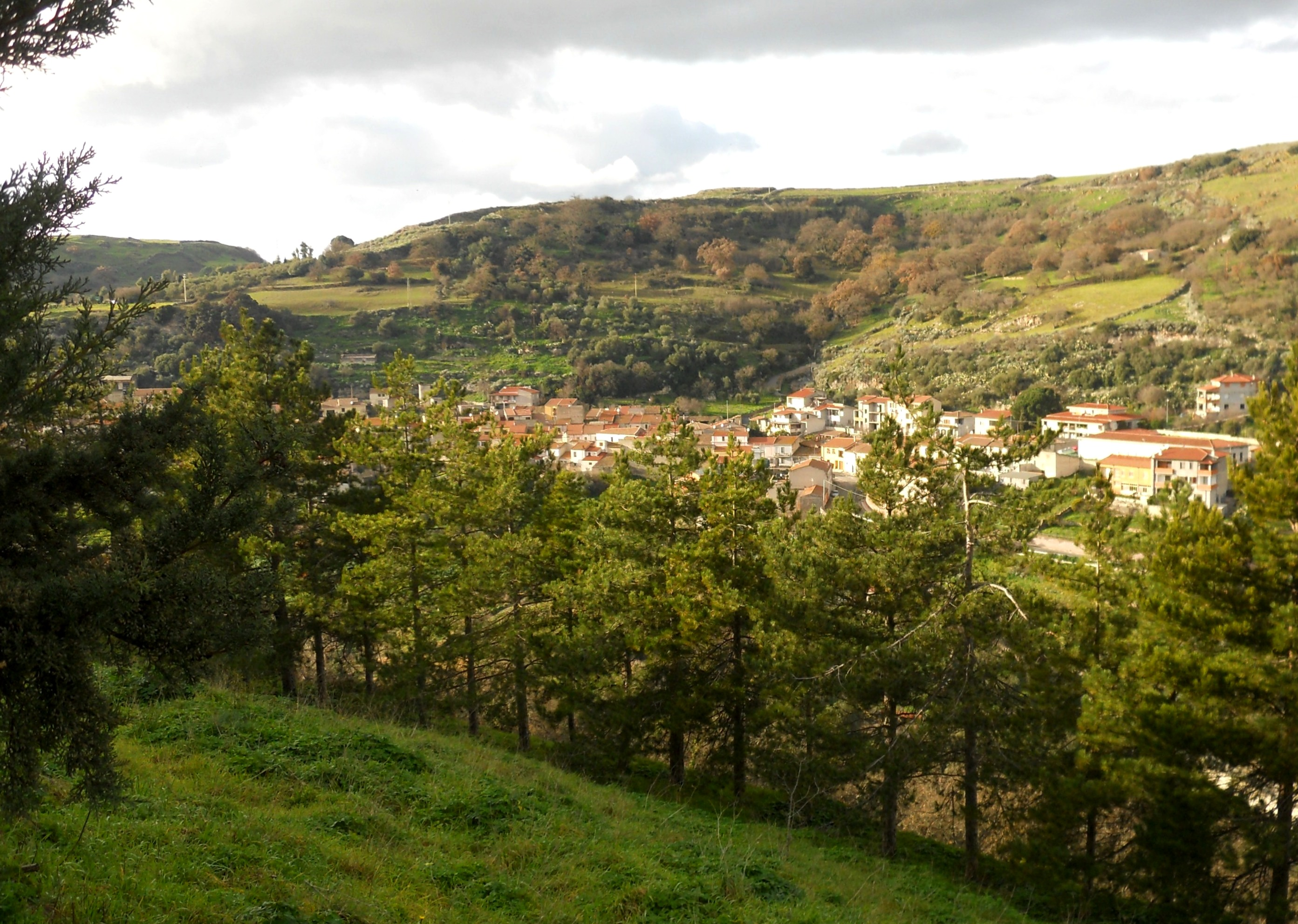
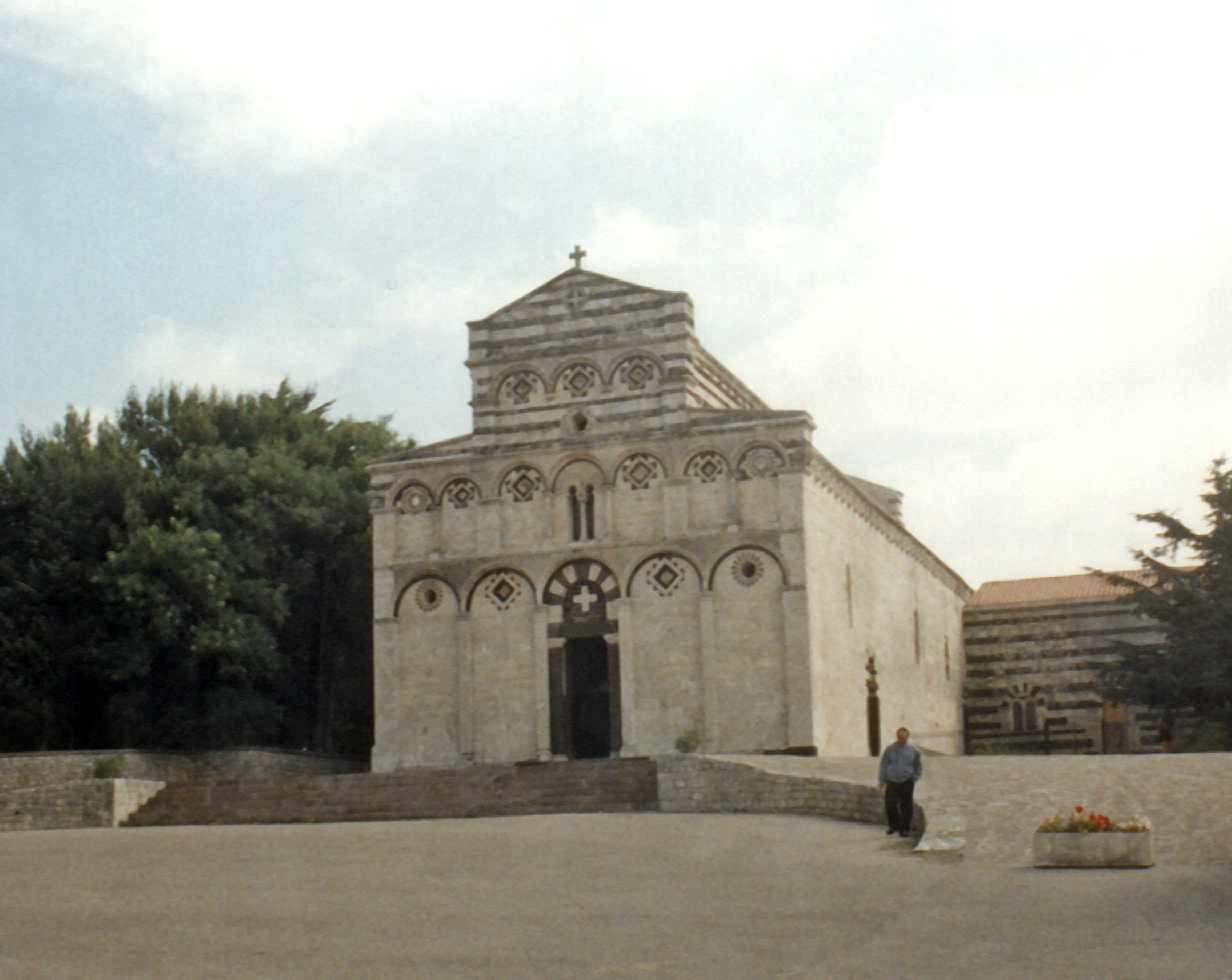
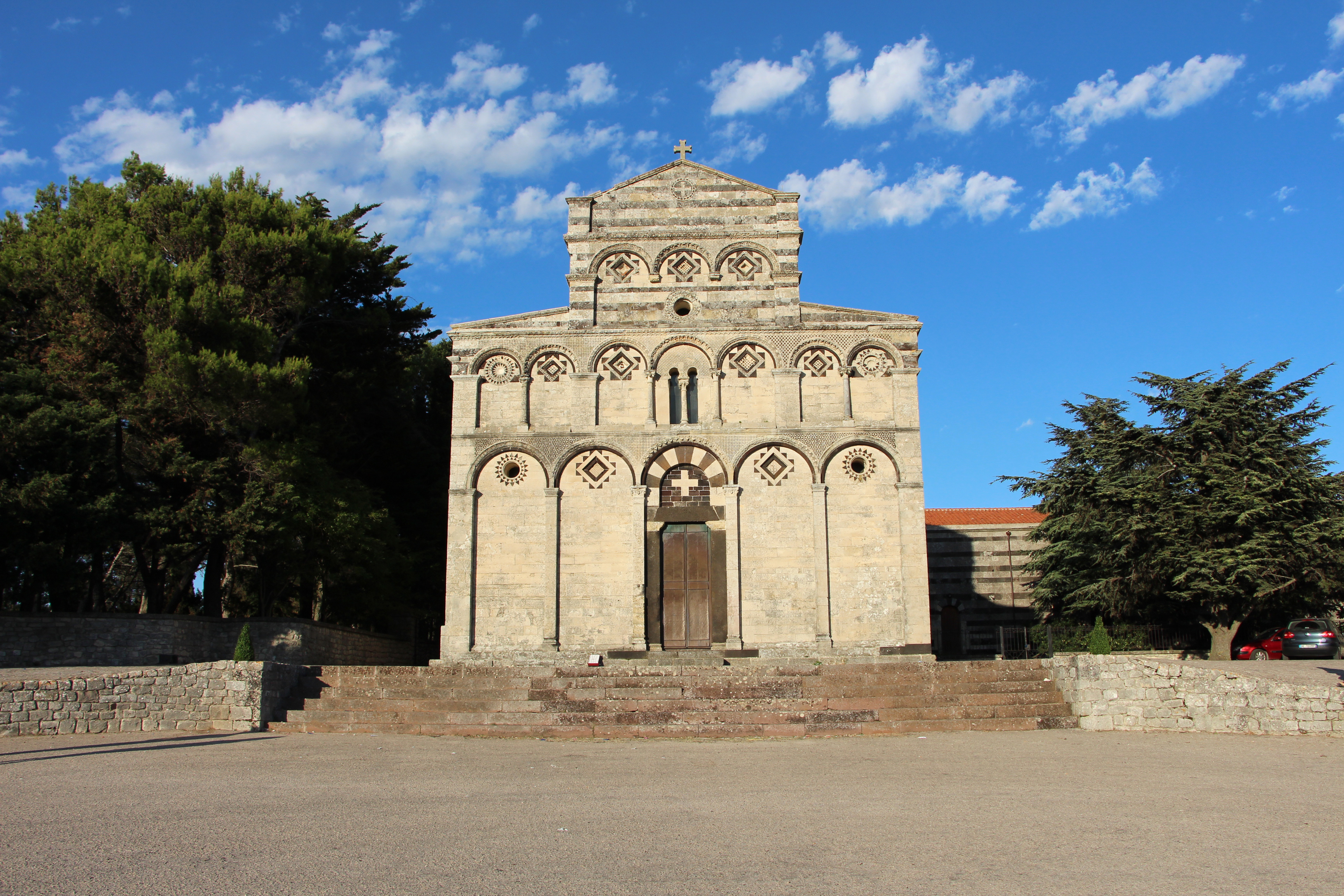
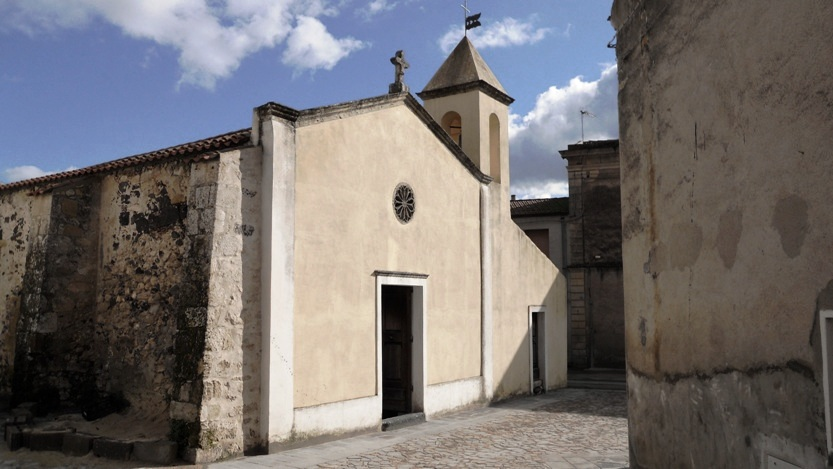

Alghero · Anela · Ardara · Banari · Benetutti · Bessude · Bonnanaro · Bono · Bonorva · Borutta · Bottidda · Bultei · Bulzi · Burgos · Cargeghe · Castelsardo · Cheremule · Chiaramonti · Codrongianos · Cossoine · Erula · Esporlatu · Florinas · Giave · Illorai · Ittireddu · Ittiri · Laerru · Mara · Martis · Monteleone Rocca Doria · Morres · Muros · Nughedu San Nicolò · Nule · Nulvi · Olmedo · Osilo · Ossi · Ozieri · Padria · Pattada · Perfugas · Ploaghe · Porto Torres · Pozzomaggiore · Putifigari · Romana · Santa Maria Coghinas · Sassari · Sedini · Semestene · Sennori · Siligo · Sorso · Stintino · Tergu · Thiesi · Tissi · Torralba · Tula · Uri · Usini · Valledoria · Viddalba · Villanova Monteleone
1. ↑  https://demo.istat.it/?l=it.